# Мудраковац
Мудраковац је насељено место града Крушевца у Расинском округу. Према попису из 2022. било је 3924 становника (према попису из 1991. било је 2808 становника).
У Мудраковцу је 1912. године рођен Милоје Закић народни херој.

## Демографија
У насељу Мудраковац живи 2593 пунолетна становника, а просечна старост становништва износи 35,5 година (35,2 код мушкараца и 35,8 код жена). У насељу има 960 домаћинстава, а просечан број чланова по домаћинству је 3,51.
Ово насеље је великим делом насељено Србима (према попису из 2002. године), а у последња три пописа, примећен је пораст у броју становника.
|  |

| Демографија | Демографија | Демографија |
| Година      | Становника  | Становника  |
| ----------- | ----------- | ----------- |
| 1948.       | 431         |             |
| 1953.       | 476         |             |
| 1961.       | 605         |             |
| 1971.       | 1.033       |             |
| 1981.       | 1.682       |             |
| 1991.       | 2.808       | 2.652       |
| 2002.       | 3.366       | 3.516       |

| Етнички састав према попису из 2002.‍ | Етнички састав према попису из 2002.‍ | Етнички састав према попису из 2002.‍ | Етнички састав према попису из 2002.‍ | Етнички састав према попису из 2002.‍ |
| ------------------------------------ | ------------------------------------ | ------------------------------------ | ------------------------------------ | ------------------------------------ |
|                                      |                                      |                                      |                                      |                                      |
| Срби                                 | Срби                                 |                                      | 3.266                                | 97,02%                               |
| Роми                                 | Роми                                 |                                      | 36                                   | 1,06%                                |
| Црногорци                            | Црногорци                            |                                      | 12                                   | 0,35%                                |
| Македонци                            | Македонци                            |                                      | 8                                    | 0,23%                                |
| Румуни                               | Румуни                               |                                      | 3                                    | 0,08%                                |
| Словенци                             | Словенци                             |                                      | 2                                    | 0,05%                                |
| Мађари                               | Мађари                               |                                      | 2                                    | 0,05%                                |
| Власи                                | Власи                                |                                      | 2                                    | 0,05%                                |
| Хрвати                               | Хрвати                               |                                      | 1                                    | 0,02%                                |
| непознато                            | непознато                            |                                      | 27                                   | 0,80%                                |

| Година пописа     | 1948. | 1953. | 1961. | 1971. | 1981. | 1991. | 2002. |
| ----------------- | ----- | ----- | ----- | ----- | ----- | ----- | ----- |
| Број домаћинстава | 85    | 102   | 143   | 274   | 453   | 783   | 960   |

| Број чланова      | 1  | 2   | 3   | 4   | 5   | 6  | 7  | 8 | 9 | 10 и више | Просек |
| ----------------- | -- | --- | --- | --- | --- | -- | -- | - | - | --------- | ------ |
| Број домаћинстава | 94 | 158 | 186 | 333 | 108 | 55 | 16 | 7 | 2 | 1         | 3,51   |

| Пол    | Укупно | Неожењен/Неудата | Ожењен/Удата | Удовац/Удовица | Разведен/Разведена | Непознато |
| ------ | ------ | ---------------- | ------------ | -------------- | ------------------ | --------- |
| Мушки  | 1.409  | 429              | 902          | 52             | 23                 | 3         |
| Женски | 1.352  | 300              | 890          | 121            | 38                 | 3         |
| УКУПНО | 2.761  | 729              | 1.792        | 173            | 61                 | 6         |

| Пол    | Укупно                    | Пољопривреда, лов и шумарство | Рибарство                            | Вађење руде и камена | Прерађивачка индустрија       |
| ------ | ------------------------- | ----------------------------- | ------------------------------------ | -------------------- | ----------------------------- |
| Мушки  | 724                       | 28                            | 0                                    | 5                    | 356                           |
| Женски | 476                       | 13                            | 0                                    | 4                    | 181                           |
| УКУПНО | 1.200                     | 41                            | 0                                    | 9                    | 537                           |
| Пол    | Производња и снабдевање   | Грађевинарство                | Трговина                             | Хотели и ресторани   | Саобраћај, складиштење и везе |
| Мушки  | 14                        | 33                            | 99                                   | 15                   | 42                            |
| Женски | 3                         | 10                            | 87                                   | 14                   | 14                            |
| УКУПНО | 17                        | 43                            | 186                                  | 29                   | 56                            |
| Пол    | Финансијско посредовање   | Некретнине                    | Државна управа и одбрана             | Образовање           | Здравствени и социјални рад   |
| Мушки  | 0                         | 16                            | 29                                   | 21                   | 7                             |
| Женски | 10                        | 12                            | 9                                    | 37                   | 54                            |
| УКУПНО | 10                        | 28                            | 38                                   | 58                   | 61                            |
| Пол    | Остале услужне активности | Приватна домаћинства          | Екстериторијалне организације и тела | Непознато            | Непознато                     |
| Мушки  | 20                        | 0                             | 0                                    | 39                   | 39                            |
| Женски | 13                        | 0                             | 0                                    | 15                   | 15                            |
| УКУПНО | 33                        | 0                             | 0                                    | 54                   | 54                            |